# Tino Schirinzi
Agostino Schirinzi detto Tino (Taranto, 12 agosto 1934 – Barberino di Mugello, 18 agosto 1993) è stato un attore e regista teatrale italiano.

## Biografia
Nasce a Taranto da Tullio Schirinzi e Giovanna de Gregorio. Ottiene la maturità classica al Liceo Classico Statale Archita di Taranto, e dopo il diploma si iscrive alla Facoltà di Medicina di Padova fino al 1958.
Il 3 ottobre 1958 sposa Marisa Rossini nella Cattedrale di San Cataldo della città vecchia di Taranto, e il 24 giugno 1959 nascono i figli Domenico e Giovanni. Con Marisa si sposta a Roma per frequentare gli studi di specializzazione all'Università degli Studi di Roma "La Sapienza", e successivamente decide di frequentare il CUT -CENTRO UNIVERSITARIO TEATRALE, studiando insieme a Gigi Proietti, Nando Gazzolo, e tanti altri.
Nel 1963 partecipa alla trasmissione televisiva Gran Premio, nella squadra delle Puglie (con Luciano Zotti). Tale visibilità lo fa notare da alcuni registi, e infatti viene ingaggiato per interpretare il radiodramma di Giuseppe Cassieri Fuori le mura, e fa parte del cast de La Tunisina tre atti di Rosso di San Secondo, nel ruolo di Cecè, con Renzo Montagnani e Anna Maria Gherardi, con la regia di Andrea Camilleri.
Attore di grande capacità e estro artistico collabora tre le altre alle produzioni del Teatro Stabile di Torino, del Piccolo Teatro di Milano, Teatro Stabile di Bolzano  e del Teatro Stabile del Friuli-Venezia Giulia lavorando con registi quali Patrice Chéreau, Giancarlo Cobelli, Walter Pagliaro, Egisto Marcucci, Aldo Trionfo, Massimo Castri, etc,
Tra i vari ruoli interpreta Vladimiro in Aspettando Godot di Samuel Beckett (1978 Piccolo Teatro di Milano, regia di Walter Pagliaro), Matamoro ne L'illusion comique di Pierre Corneille (1979, Piccolo Teatro di Milano, regia di Walter Pagliaro), Cotrone ne I giganti della montagna di Luigi Pirandello (1980, Teatro Stabile di Torino, regia di Mario Missiroli), Eracle ne Le Trachinie di Sofocle (1983, Festival dei due Mondi, Teatro Nuovo di Spoleto, regia di Massimo Castri), Porfirij Petrovič in Delitto e castigo di Fëdor Dostoevskij (1984, regia di Jurij Lyubimov), Randle McMurphy in Qualcuno volò sul nido del cuculo di Ken Kesey (1985, Teatro Stabile di Bolzano, regia di Marco Bernardi) Bruscon ne Il teatrante di Thomas Bernhard (1986, Teatro Stabile di Bolzano, regia di Marco Bernardi), la Guardia ne lAntigone di Sofocle (1986, Teatro Greco di Siracusa, regia di Walter Pagliaro), Stadelmann, il vecchio servo di Goethe, nell'omonimo spettacolo tratto dal testo di Claudio Magris (1990, Teatro Stabile di Bolzano, regia di Egisto Marcucci), Ciampa ne Il berretto a sonagli di Luigi Pirandello (1989, Teatro Storchi di Modena regia di Massimo Castri).
La sua ultima interpretazione è quella del servitore Zachar in Oblomov di Ivan A. Gončarov nell'adattamento di Furio Bordon (1991, Teatro Stabile del Friuli-Venezia Giulia).
Una delle collaborazioni più importanti è quella con Piera Degli Esposti, che incontra nella stagione 1970-1971 del Teatro Stabile dell'Aquila, durante la messa in scena dello spettacolo Con l'amore non si scherza di Alfred de Musset, con la regia di Aldo Biagini. I due attori continano a lavorare insieme fino all'arrivo, nella stagione 1972-1973, del regista Giancarlo Cobelli con cui nasce un sodalizio artistico, durante il quale realizzano La pazza di Chaillot di Jean Giraudoux, La figlia di Iorio di Gabriele D'Annunzio, L'impresario delle Smirne di Carlo Goldoni (luglio 1973, Piazzetta di S. Agostino, Borgio Verezzi) e soprattutto il loro capolavoro assoluto Antonio e Cleopatra  di William Shakespeare (stagione 1974-1975), che rimane a lungo impresso nella mente del pubblico e degli addetti ai lavori per l'originalità dell'opera nel suo complesso.
Nel 1977 Tino e Piera fondano la compagnia Schirinzi-Degli Esposti. Insieme a Giuseppe Di Leva, (drammaturgo, scrittore, librettista, in quel periodo direttore del Teatro Uomo di Milano,)  producono tra le altre opere Molly cara, riduzione teatrale ad opera di Ettore Capriolo tratta dall'ultimo capitolo dell'Ulisse di James Joyce. Il monologo viene interpretato da Piera Degli Esposti sotto la regia di Ida Bassignano ed ottiene un grande successo, e Piera Degli Esposti vince il Premio Ubu come migliore attrice della stagione 1978-1979.
Nella stagione teatrale 1979-1980 il regista Massimo Castri sceglie i due attori per interpretare un suo adattamento di Rosmersholm di Henrik Ibsen per soli 2 personaggi (l'originale ne prevedeva 6) Lo spettacolo vince 2 Premi Ubu: uno per la migliore regia e uno per la migliore attrice. Proprio all'apice della loro collaborazione artistica, i due prendono due strade diverse: mentre Piera porta in giro Molly cara come suo cavallo di battaglia, Tino conosce durante la messa in scena de Le Trachinie di Sofocle (1980, Teatro Greco di Siracusa, regia di Giancarlo Cobelli) Daisy Lumini, musicista, compositrice e cantante italiana, che sposa nell'estate del 1987.
Dopo aver già lottato per un tumore alle corde vocali, per cui viene operato a Roma nel 1972, e che gli procura la perdita progressiva dell'uso del braccio destro e l'arrochimento della voce (impedimenti che lui riesce sorprendentemente ad integrare e valorizzare nel suo modo di recitare), nell'estate del 1992 gli viene diagnosticato un tumore all'esofago. Dopo un anno di lotta contro la malattia e un'operazione a Parigi, rimastigli pochi giorni di vita, si suicida assieme a Daisy, gettandosi dal viadotto in costruzione sopra la diga di Bilancino, nei pressi di Barberino di Mugello, nel giorno del compleanno di lei.

## Filmografia

### Cinema

Tino Schirinzi in una scena di Nenè (1977)

- Luciano, una vita bruciata, regia di Gian Vittorio Baldi (1962)
- Nenè, regia di Salvatore Samperi (1977)
- Il giorno dell'Assunta, regia di Nino Russo (1977)
- Liquirizia, regia di Salvatore Samperi (1979)
- Tre fratelli, regia di Francesco Rosi (1981)
- Sciopèn, regia di Luciano Odorisio (1982)
- Matilda, regia di Antonietta De Lillo e Giorgio Magliulo (1990)

### Televisione
- Gran Premio, regia di Piero Turchetti e Romolo Siena – varietà TV (1963)
- La prova del nove, regia di Piero Turchetti – varietà TV (1965)
- Dalila, regia di Giuliana Berlinguer – film TV (1965)
- La cena delle beffe, regia di Guglielmo Morandi – film TV (1965)
- Marianna Sirca, regia di Guglielmo Morandi – film TV (1965)
- La figlia del capitano, regia di Leonardo Cortese – sceneggiato televisivo (1965)
- Congedo, regia di Carlo Lodovici – film TV (1965)
- Il Nicolino, regia di Vittorio Metz – spettacolo musicale per la tv dei ragazzi (1965)
- Vita di Dante, regia di Vittorio Cottafavi – sceneggiato televisivo (1965)
- Le avventure di Laura Storm – serie TV, episodio Diamanti a gogò (1965)
- Quinta colonna, regia di Vittorio Cottafavi – sceneggiato televisivo (1966)
- Le inchieste del commissario Maigret – serie TV, episodio La vecchia signora di Bayeux (1966)
- Madame Curie, regia di Guglielmo Morandi – film TV (1966)
- Tutto per bene, regia di Anton Giulio Majano – film TV (1966)
- Abramo Lincoln - Cronaca di un delitto, regia di Daniele Lanza – sceneggiato televisivo (1967)
- Miracolo, regia di Italo Alfaro – film TV (1967)
- La sconfitta di Trotsky, regia di Marco Leto, trasmessa il 6 ottobre 1967
- Operazione Edenlandia, regia di Enrico Vincenti – programma per ragazzi (1968)
- La casa in ordine, commedia di Arthur Wing Pinero, regia di Carlo Di Stefano, trasmessa il 21 maggio 1968
- Da un novembre all'altro, regia di Gian Domenico Giagni (1968)
- Nero Wolfe, regia di Giuliana Berlinguer – serie TV, episodio Circuito chiuso (1969)
- Un certo Harry Brent, regia di Leonardo Cortese – sceneggiato televisivo (1970)
- Oltre il duemila, sceneggiato in due episodi, regia di Piero Nelli, trasmesso l'8 e il 9 luglio 1971
- Da Lontano, regia di Nino Russo – film TV (1972)
- La scuola della maldicenza, regia di Robero Guicciardini – film TV (1975)
- Majakovskij, regia di Alberto Negrin – sceneggiato (1975)
- Paganini, regia di Dante Guardamagna – miniserie TV (1976)
- Il tribunale, regia di Giancarlo Cobelli – film TV (1977)
- Lo scandalo della Banca Romana, regia di Luigi Perelli – miniserie TV (1977)
- La casta fanciulla di Cheapside – film TV (1978)
- Eva Futura, regia di Alberto Gozzi – film TV (1978)
- L'uomo difficile regia di Giancarlo Cobelli – film TV (1978)
- Decadenza e caduta dell'impero romano, regia di Alberto Gozzi – sceneggiato (1978)
- La commediante veneziana, regia di Salvatore Nocita – miniserie TV (1979)
- Storia di Anna – miniserie TV (1981)
- Pas d'oubli dans mon coeur, regia di Luciano Arancio – film TV (1982)
- Carteggio Turati-Kuliscioff, regia di Bianca Da Col (1984)
- L'ispettore Sarti – serie TV, 13 episodi (1991)

## Teatro
- I giusti, regia di Virginio Gazzolo (1963-1964)
- Le mani sporche, regia di Gianfranco de Bosio (1963-1964)
- Apocalisse su misura, regia di Roberto Guicciardini (1963-1964)
- Visita alla prova de "L'isola purpurea", regia di Raffaele Maiello (1968-1969)
- La vita immaginaria dello spazzino Augusto G., regia di Virginio Puecher (1968-1969)
- Il crack, regia di Aldo Trionfo (1968-1969)
- Don Carlos, regia di Giancarlo Sbragia (1969)
- Splendore e morte di Joaquìn Murieta, regia di Patrice Chéreau (1969-1970)
- Con l'amore non si scherza, regia di Aldo Biagini (1970-1971)
- Arden of Faversham, regia di Aldo Trionfo (1971-1972)
- L'impresario del re, regia di Roberto Guicciardini  (1971-1972)
- La pazza di Chaillot, regia di Giancarlo Cobelli (1972-1973)
- La figlia di Iorio, regia di Giancarlo Cobelli (1972-1973)
- L'impresario delle Smirne, regia di Giancarlo Cobelli (1973-1974)
- Antonio e Cleopatra, regia di Giancarlo Cobelli (1974-1975)
- Gesta, amori, tornei, battaglie del Cid Campeador, regia di Alessandro Giupponi (1974-1975)
- Troilo e Cressida, regia di Roberto Guicciardini (1975-1976)
- Tito Andronico, regia di Raffaele Maiello (1976-1977)
- Trappole, regia di Tino Schirinzi (1977)
- Aspettando Godot, regia di Walter Pagliaro (1978-1979)
- L'illusion comique, regia di Walter Pagliaro (1979-1980)
- Rosmersholm, regia di Massimo Castri (1979-1980)
- Le Trachinie, regia di Giancarlo Cobelli (1980)
- I giganti della montagna, regia di Mario Missiroli (1980-1981)
- Andersen un pò principi, un pò pupazzi, regia di Tino Schirinzi (1981-1982)
- I lunatici, regia di Aldo Trionfo (1982-1983)
- Il Sole nero, regia di Egisto Marcucci e Lorenza Codignola (1982-1983)
- Candido, ovvero un sogno fatto in Sicilia, regia di Roberto Guicciardini (1982-1983)
- La fiaccola sotto il moggio, regia di Giancarlo Cobelli (1982-1983)
- Le Trachinie, regia di Massimo Castri (1983-1984)
- Frankenstein o il moderno Prometeo, regia di Ida Bassignano (1983-1984)
- Delitto e castigo, regia di Jurij Lyubimov (1984-1985)
- Pazzo d'amore, regia di Gabriele Salvatores (1985-1986)
- Qualcuno volò sul nido del cuculo, regia di Marco Bernardi (1985-1986)
- Il mercante di Venezia, regia di Armando Pugliese (1985)
- Viaggio con musica nel teatro italiano tra le due guerre (1986)
- Il teatrante, regia di Marco Bernardi (1986-1987)
- John Gabriel Borkman, regia di Massimo Castri (1987-1988)
- La favola del figlio cambiato, regia di Tino Schirinzi (1987-1988)
- In principio Arturo creò il Cielo e la Terra regia di Tino Schirinzi (1987-1988)
- Il berretto a sonagli, regia di Massimo Castri (1988-1990)
- La valle incantata, regia di Marco Bernardi (1989-1990)
- La crociata dei bambini, regia di Giuseppe Di Leva (1990-1991)
- Vite immaginarie- Lucrezio e Paolo Uccello, regia di Giancarlo Cobelli (1990-1991)
- Stadelmann, regia di Egisto Marcucci (1990-1991)
- La vita è sogno, regia di Massimo Castri (1991-1992)
- Corradino, regia di Giuseppe Di Leva (1991)
- Friederich Lieder, regia di Marco Tutino (1991)
- Oblomov, regia di Furio Bordon (1991-1992)

## Radio
- Fuori le mura, regia di Marco Visconti (1963)
- La Tunisina, regia di Andrea Camilleri (1963)
- Lena e Leonce, regia di Pietro Masserano Taricco (1963)
- La figlia di Iorio, regia di Luciano Codignola (1970)
- Alessandro Magno, regia di Umberto Benedetto (1972)
- Ammutinamento del Bounty, regia di Mauro Pezzati (1973)
- Fra Diavolo, regia di Massimo Belli e Giancarlo Cobelli (1977)
- Una commedia in trenta minuti (1977)
- La caccia al lupo (1979)
- La verità è morta (1979)
- E vissero felici e contenti[4], regia di Enrico Di Paolo (1979)
- I racconti dell'assurdo, regia di Giuseppe Di Leva (1983)
- Ribelli, sognatori, utopisti, regia di Tino Schirinzi (1984)

## Riconoscimenti
- Nastro d'argento
  - 1983 – Migliore attore non protagonista per Sciopèn
- Grolla d'oro
  - 1978 – Grolle d'oro per Nené